# Adam Skrzyński
Adam Skrzyński (1. ledna 1853 Libusza – 26. července 1905 Mariánské Lázně) byl rakouský šlechtic a politik polské národnosti z Haliče, na konci 19. století poslanec Říšské rady.

## Biografie
Působil jako majitel naftových dolů a rafinérií v Haliči. Byl poslancem Haličského zemského sněmu. Zasedal zde od roku 1882 až do roku 1901.
Byl i poslancem Říšské rady (celostátního parlamentu Předlitavska), kam usedl ve volbách roku 1891 za kurii venkovských obcí v Haliči, obvod Jasko, Gorlice atd. Ve volebním období 1891–1897 se uvádí jako hrabě Adam Skrzyński, statkář, bytem Zagórzany.
Ve volbách roku 1891 se uvádí jako kandidát Polského klubu. Politicky byl orientován jako konzervativec.
V roce 1895 ho císař povýšil na dědičného rakouského hraběte. Zemřel v červenci 1905.